# Serão para Trabalhadores
O Serão Cultural e Recreativo para Trabalhadores era um programa radiofónico organizado pela antiga Emissora Nacional, em associação com a Fundação Nacional para a Alegria no Trabalho (FNAT), atual Instituto Nacional para o Aproveitamento dos Tempos Livres (INATEL).

## Início
Este projecto foi inspirado em projectos semelhantes organizados em Itália e na Alemanha, nas ditaduras fascista de Mussolini e nazi de Hitler, respectivamente. Destinava-se a entreter os trabalhadores incutindo-lhes as ideias vinculadas pelo Estado Novo. Este programa foi uma ideia do Presidente da Direcção da Emissora Nacional, António Ferro, e na altura chefe do Secretariado de Propaganda Nacional (SPN). Tal ideia nasceu em 1941, juntamente com programas de variedades novos e organizados pela EN para divulgar os maiores compositores e escritores portugueses e as graciosas vedetas da rádio. Com este programa, a Emissora Nacional procurava entreter os trabalhadores e chamá-los para a obra que o Estado Novo tentava fazer com a propaganda. Foi o programa mais longevo da antiga Emissora Nacional e durou até 11 de Maio de 1974.

## Horário e dia de transmissão
Este programa era transmitido inicialmente duas vezes por semana, às segundas e às terças, e depois passou a ser transmitido exclusivamente aos sábados, entre as 21:45 e as 23:30.
No intervalo do programa, a Emissora Nacional transmitia o programa dos Diálogos, da responsabilidade de Olavo d'Eça Leal, mas depois passaram a ser incluídos mais programas variados como Vozes do Mundo ou Duas Gerações, para preencher o espaço de emissão entre as 22:30 e as 22:45. Logo a seguir ao "Serão", era sempre transmitida uma rubrica de música de dança.
Com o fim do programa Hora de Variedades, a Emissora Nacional fez um novo programa, Alegria no Trabalho, programa da responsabilidade da FNAT, para se transmitir às segundas-feiras, às 19:30, a seguir a uma rubrica de música sinfónica, catapultando o Serão para Trabalhadores para o dia de sábado, e assim se manteve até 1972.
O programa ouvia-se só na Onda Média da Emissora Nacional, e depois somente no "Programa A" da Emissora Nacional, que depois veio a ser "Lisboa 1" e "Programa 1", mesmo havendo casos raros em que era transmitido no "Programa B". Tal se sucedia quando o "Programa A" emitia outro programa que era considerado de mais alta importância, como concertos no Teatro do São Carlos ou sessões de propaganda política da União Nacional, o partido único do regime do Estado Novo.
A partir de 1972, a Emissora Nacional, devido à mudança dos tempos, mudou o modelo de transmissão: as duas partes começaram a ser transmitidas em separado. O horário passou a ser exclusivamente das 21:45 às 22:30, a seguir à rubrica Aperitivo Musical, seguido do programa Convívio, organizado pelo actor Pedro Pinheiro. Assim se manteve até 1974.
O programa era gravado às 18:30 para ir depois a transmissão. Era gravado em directo de salas de teatro de empresas fabris ou de teatros muitos famosos em Portugal, como o palco da "Voz do Operário" ou o Liceu Camões e era apresentado pelos locutores da Emissora Nacional, Jorge Alves, Maria Leonor, Pedro Moutinho, Fernando Correia e Artur Agostinho.

## Conteúdo do programa
O programa tinha duas partes: 
- A parte musical, preenchida sempre pela Orquestra Ligeira da Emissora Nacional, dirigida pelo maestro Tavares Belo, com a colaboração de dois guitarristas, às vezes de conjuntos de guitarras como o Conjunto de Guitarras de Raul Nery ou o Conjunto de Guitarras de Jorge Fontes. Aqui se divulgavam as vedetas da rádio da época e até do fado,sendo que muitos deles se estrearam neste programa e fizeram grandes carreiras no panorama nacional;
- A parte erudita, onde acontecia, geralmente, recitação de poesia, feita por muitos declamadores que eram conceituados actores ou famosos do país, como era o caso de João Villaret, Carmen Dolores, Lourdes Norberto, Manuel Lereno, Eunice Muñoz, etc.

## Presenças fixas do programa
As presenças mais assíduas no Serão para Trabalhadores eram as vedetas da rádio Maria Clara, Alberto Ribeiro, Luiz Piçarra, Maria de Lourdes Resende, Maria da Graça, Milú, Fernanda Peres, Júlia Barroso e Margarida Amaral. Mais vedetas passaram por este programa como por exemplo, Celeste Rodrigues, Maria Armanda, Maria da Fé, Alice Amaro, Maria Amélia Canossa, Maria José Valério, Tristão da Silva, Max, Gabriel Cardoso, Fernando Farinha, António Calvário, Artur Ribeiro, Francisco José, Simone de Oliveira, Isabel Wolmar, as Irmãs Remartinez, as Irmãs Meireles, Cidália Meireles, Madalena Iglésias, Artur Garcia, etc.. 
Fernanda Maria e outros estrearam-se neste programa. Até Amália Rodrigues chegou a passar por este programa, cantando composições variadas como "Grão de Arroz" ou "Triste Sina". Quando Roberto Carlos veio a Portugal, a vedeta do rock brasileiro interpretou neste programa a versão rock do "Coimbra" de Alberto Ribeiro.
Os apresentadores também foram sendo fixos, pois durante a década de 1940 quem apresentou este programa foi Pedro Moutinho, durante a década de 1950 foi Artur Agostinho, e durante a década de 1960 foi Fernando Correia. Eram eles quem anunciavam os artistas e exaltavam os factos históricos de Portugal e os valores do Estado Novo, como era a sua obrigação na época. Tanto assim, que o Serão para Trabalhadores e o programa Serão para os Soldados de Portugal se tornaram, além de programas em que se vinculavam os valores do Estado Novo, programas em que despoletaram grandes carreiras fadistas e de música ligeira na Emissora Nacional.

## Final
O programa teve a sua última edição nos dias 4 e 11 de Maio de 1974, num sábado, em que foram transmitidas, entre as 21:45 e as 22:30, as duas partes deste "Serão" realizado na Cadeia de Linhó, e colaborou no programa a Orquestra de Variedades da Emissora Nacional, dirigida pelo maestro Tavares Belo.